# New World (álbum de Do As Infinity)
New World foi o segundo álbum da banda japonesa Do As Infinity lançado 21 de fevereiro de 2001.

## Recepção
O AllMusic analisou o álbum, dizendo que "às vezes o álbum parece calculado, mas jamais entediante."
O álbum atingiu a 1a posição no Oricon Albums Chart, ficando nela por 14 semanas.

## Faixas
Faixas do álbum New World:
1. "New World" (Album Mix) – 5:24
2. "Guruguru" (Round and Round) – 4:16
3. "Desire" – 4:28
4. "We Are." – 4:25
5. "Snail" – 5:02
6. "Eien" (永遠, Eternity) – 4:47
7. "Rumble Fish" – 4:07
8. "Holiday" – 3:24
9. "135" – 4:29
10. "Wings 510" – 4:41
11. "Summer Days" – 3:52
12. "Yesterday & Today" (Strings Version) – 4:35